# Real Academia Sueca de Ciencias de la Ingeniería
Real Academia Sueca de Ciencias de la Ingeniería es una academia real fundada el 24 de octubre de 1919 por Gustaf V, por iniciativa del consejero comercial Axel F. Enström (1875-1948). Es la academia de ciencias de la ingeniería más antigua del mundo. Real Academia Sueca de Ciencias de la Ingeniería es la más joven de las academias reales en Suecia, pero la academia de ciencias de la ingeniería más antigua del mundo. La academia está compuesta por aproximadamente 1300 miembros, de los cuales la mayoría está activa en Suecia. La membresía en la academia se abrevia LIVA, y la membresía extranjera se abrevia LUVA.
La misión de la Real Academia Sueca de Ciencias de la Ingeniería se basa en promover las ciencias técnicas y económicas, así como el desarrollo de la industria. Una parte importante del trabajo de la academia está relacionada con sus actividades de proyectos y programas. El enfoque está en transmitir conocimientos que puedan contribuir a un desarrollo sostenible en campos de conocimiento importantes para la sociedad como la digitalización, la energía y los recursos, la investigación y la innovación, la construcción de la sociedad, el suministro de competencias y el emprendimiento.

## Historia

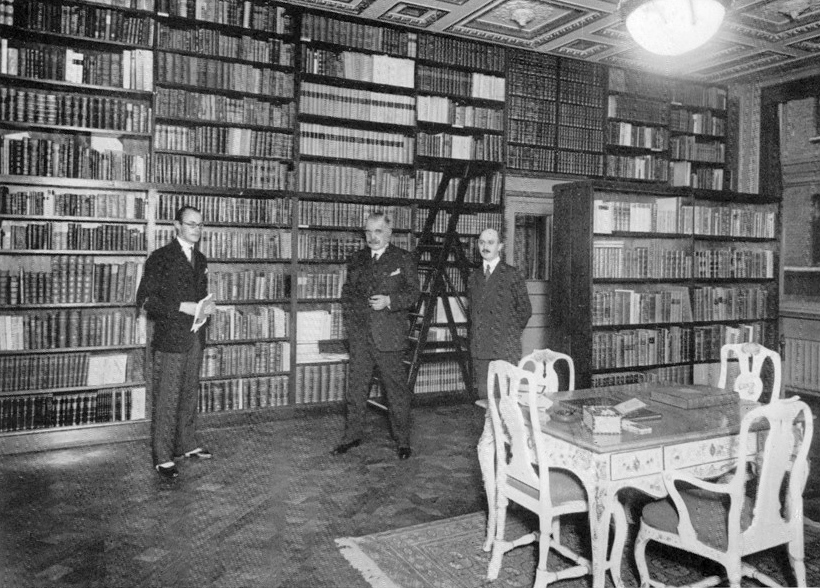
Biblioteca recién amueblada de la Academia de Ciencias de la Ingeniería. De izquierda a derecha, el director del Museo Técnico, el superintendente Torsten Althin, el consejero de Comercio Axel F. Enström y el comandante Ernst Bredberg.

Real Academia Sueca de Ciencias de la Ingeniería se formó en una época en que la profesión de ingeniero comenzaba a obtener un reconocimiento general en la sociedad. Se necesitaba una academia que pudiera promover el desarrollo social impulsando la investigación tecnológica. En Suecia y Europa se demandaban nuevas soluciones para remediar la escasez aguda de combustible que surgió durante la Primera Guerra Mundial.
Al principio, el enfoque principal de la Real Academia Sueca de Ciencias de la Ingeniería era la investigación y el desarrollo en tecnología energética. A lo largo de los años, la actividad se ha ampliado para promover la investigación en más campos tecnológicos, así como en las ciencias económicas. Desde la década de 1950, la Real Academia Sueca de Ciencias de la Ingeniería también dirige un consejo empresarial centrado en el desarrollo de la industria.
Los predecesores de la Real Academia Sueca de Ciencias de la Ingeniería fueron la Federación de Industrias de Suecia (formada en 1910) y la oficina industrial del Colegio de Comercio (que comenzó sus actividades en 1912). Desde 1919, la academia tiene sus locales en el edificio de la Academia de Ciencias de la Ingeniería en Grev Turegatan 12-16.

Una tarea importante para la academia es ser un lugar de encuentro, y organiza alrededor de 120 reuniones y seminarios cada año en sus propios locales en el centro de conferencias de la Real Academia Sueca de Ciencias de la Ingeniería, que se abrió a principios de la década de 1980. El centro de conferencias de la Real Academia Sueca de Ciencias de la Ingeniería también está disponible para clientes externos.

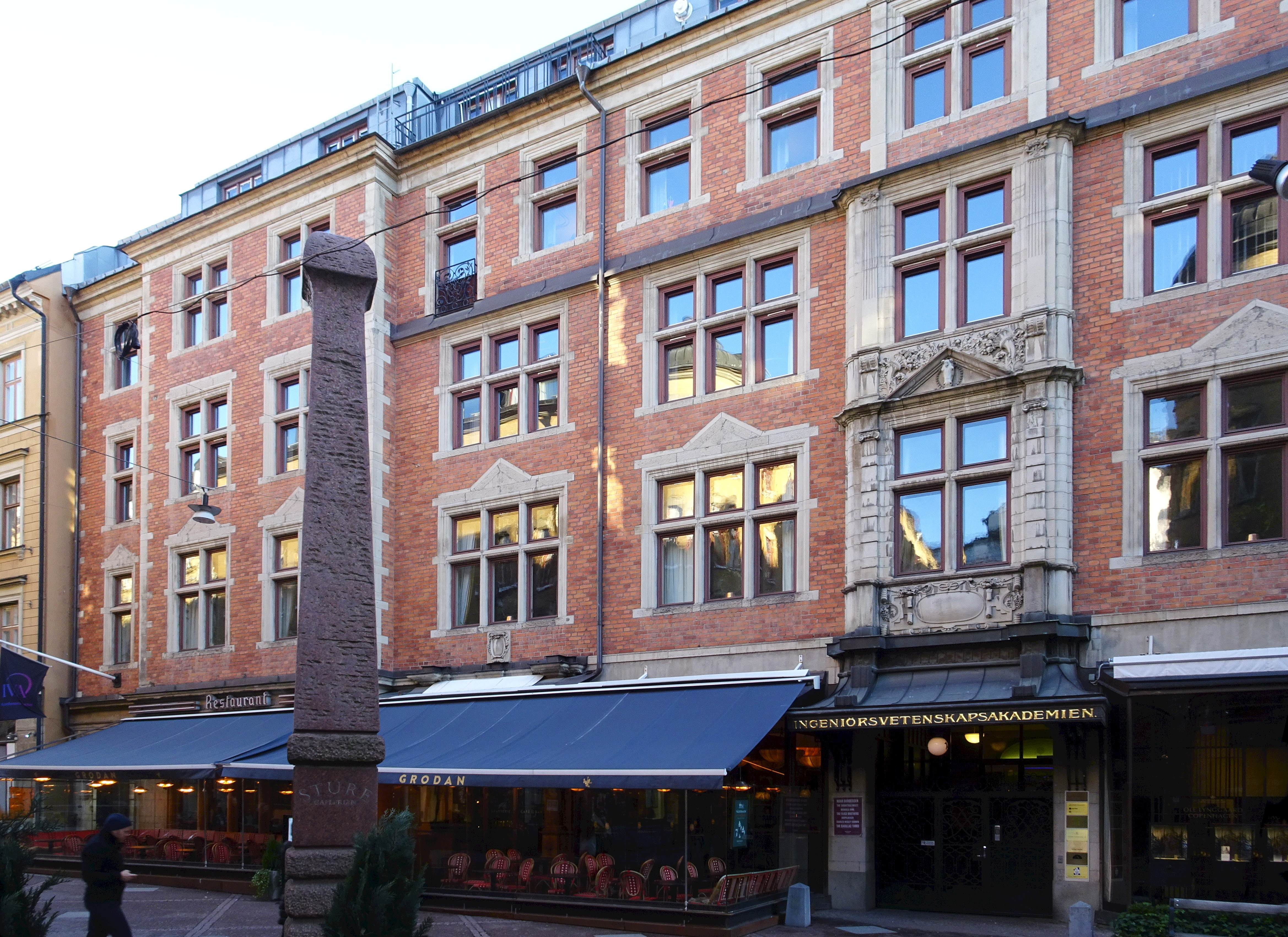
La propiedad Riddaren 10, Grev Turegatan 12-16, Año de construcción 1896 - 1899, Salin Kasper & Lindgren G. (Arquitecto) Stockholms Tattersall (Constructor)

## Premios y reconocimientos otorgados
- La gran medalla de oro, desde 1924
- La medalla de oro, desde 1921
- Medalla Brinell, desde 1936
- La placa de oro, otorgada entre 1951 y 2002
- Miembro honorariofirma, desde 1919
- Muestra de agradecimiento, desde 2002.
- Medalla Axel F. Enström, 1959–1981
- La medalla conmemorativa/inscripción conmemorativa, desde 1924
- Premio de Investigación Chester Carlson, desde 1985
- Premio IVA a becas de periodismo, desde 2015
- Fundación Hans Werthén

## Gestión

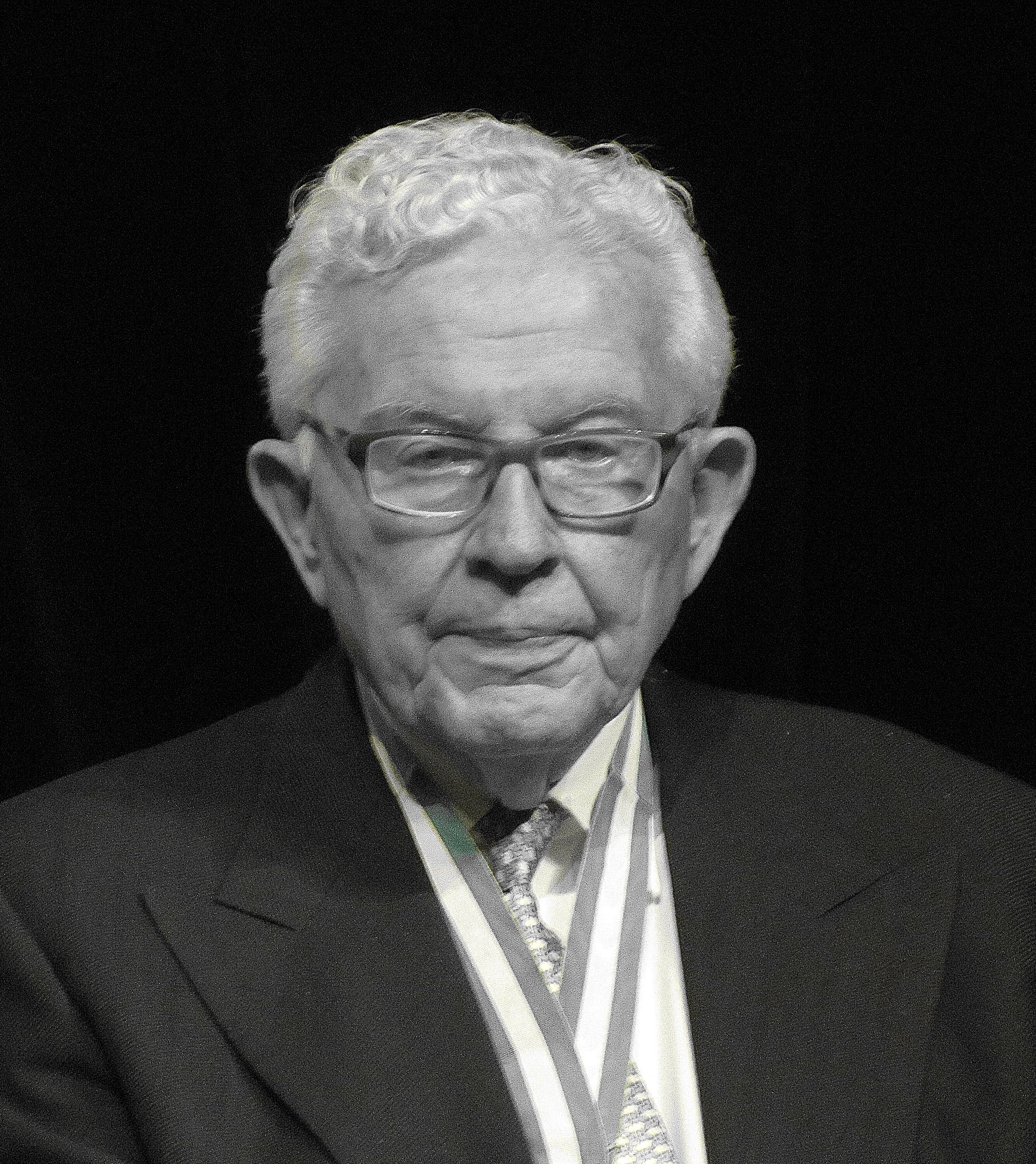
Sven Olving, presidente de la Real Academia de Ingeniería (1989-1991)

El funcionamiento y tareas del IVA están regulados en los estatutos de la academia. IVA se rige por un presidium que funciona como junta directiva de la academia. El máximo órgano de toma de decisiones de IVA es la Asamblea de la Academia. La oficina de IVA y el equipo directivo de la oficina trabajan con las actividades operativas de la academia e impulsan el trabajo de desarrollo y cambio.

### Directores Ejecutivos
Las siguientes personas han sido director ejecutivos de IVA:
- 1919–1940: Axel F. Enström
- 1941–1959: Edy Velander
- 1960–1970: Sven Brohult
- 1971–1982: Gunnar Hambraeus
- 1982–1994: Hans G. Forsberg
- 1995–2000: Kurt Östlund
- 1999–2001: (en funciones) Enrico Deiaco

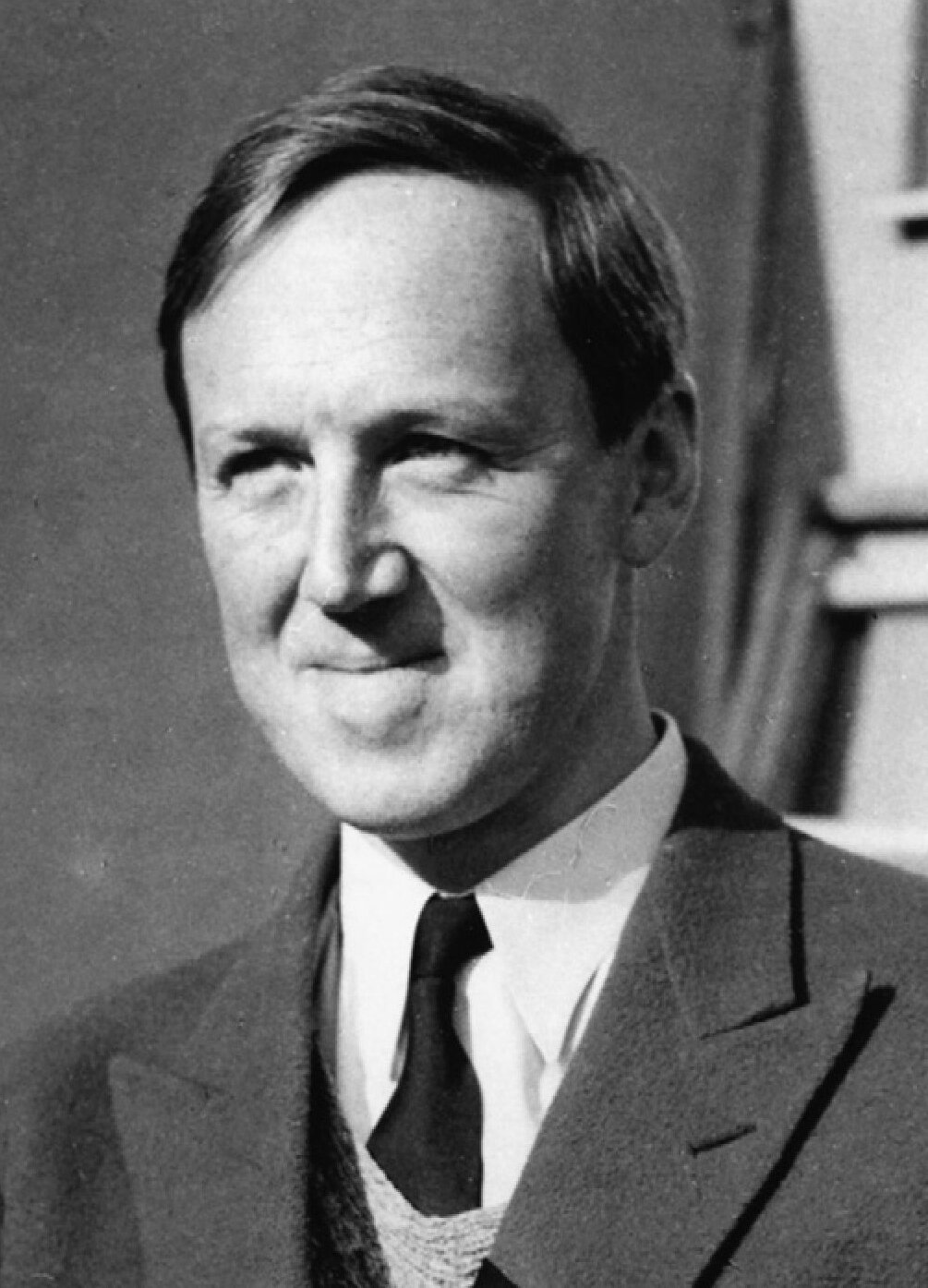
Miembro de la Academia desde 1947 Hannes Alfvén, físico sueco del plasma, premio Nobel, que dimitió de la Academia en 1980 en protesta contra la política energética nuclear.

- 2001–2008: Lena Treschow Torell
- 2008–2017: Björn O. Nilsson
- 2017–2024: Tuula Teeri

### Presiona
Las siguientes personas han sido presidentes de IVA:
- 1919–1922: Gustaf Ekman
- 1923–1923: Knut Jacob Beskow
- 1923–1925: Henning Pleijel
- 1926–1928: Sven Lübeck
- 1929-1931: Tore Lindmark
- 1932-1934: Gösta Malm
- 1935-1937: Sigfrid Edström
- 1938-1940: Axel Enstrom
- 1941–1944: Waldemar Borgquist
- 1945–1947: Sigurd Nauckhoff
- 1948–1949: Fredrik Göransson
- 1950–1952: Henning Fransén
- 1953–1953: Helge Ericson
- 1953–1955: Sven Schwartz
- 1956–1959: Karl-Gustaf Ljungdahl
- 1960–1962: Donovan Werner
- 1963–1965: Håkan Sterky
- 1966–1970: Halvard Liander
- 1971–1973: Sven Brohult
- 1974–1976: Arne Lundberg
- 1977–1979: Erland Waldenström
- 1980–1982: Nils Gralén
- 1983–1985: Gunnar Hambraeus
- 1986–1988: Sten Gustafsson
- 1989–1991: Sven Olving
- 1992: Björn Svedberg
- 1993–1995: Stig Hagström
- 1996–1997: Bert-Olof Svanholm
- 1997–2001: Björn Svedberg
- 2002–2004: Arne Wittlöv
- 2005–2008: Hans Dalborg
- 2009–2011: Lena Treschow Torell
- 2012–2017: Leif Johansson
- 2018–2021: Carl-Henric Svanberg
- 2022-2024: Marcus Wallenberg

### Vicepresidente
Las siguientes personas han sido vicepresidentes
- 1989-1991 Bengt Kredell
- 1990-1992 Ragnar Uppman
- 1991-1993 Johan Myhrman
- 1991-1993 Karl Johan Åström
- 1992-1994 Ulf Lundkvist
- 1993-1995 Janne Carlsson
- 1994-1996 Nils Gösta Vannerberg
- 1994-1996 Carl Johan Åberg
- 1995-1997 Kerstin Niblaeus
- 1996-1998 Anders Sjoberg
- 1997-1999 Ulf Jakobsson
- 1997-1999 Anders Vedin
- 1998-2000 Arne Wittlöv
- 1999-2001 Kristina Glimelius
- 2000-2002 Christer Zetterberg
- 2000-2002 Bengt Kasemo
- 2001-2003 Jan Martinsson
- 2002-2004 Cristina Alegre
- 2003-2005 Peggy Bruzelius
- 2003-2005 Jan-Eric Sundgren
- 2004-2006 Billy Fredriksson
- 2005-2007 Karin Markides
- 2006-2008 Björn Hagglund
- 2006-2008 Erik Sandewall
- 2007-2009 Jan Uddenfeldt
- 2008-2010 Karl-Olof Hammarkvist
- 2009-2011 Charlotte Brogren
- 2009-2011 Peter Gudmundson
- 2010-2012 Staffan Josephson
- 2011-2013 Björn Savén
- 2012-2014 Lena Gustafsson
- 2012-2014 Margareta Norell Bergendahl
- 2013-2015 Marie Ehrling
- 2013-2015 Erik Lautmann
- 2014-2016 Anders Nyren
- 2015-2017 Pam Fredman
- 2015-2017 María Strömme
- 2016-2018 Eva Hamilton
- 2016-2018 Pontus Braunerhjelm
- 2017-2019 Hans Stråberg
- 2018-2020 Pía Sandvik
- 2018-2020 Johan Sterte
- 2019-2021 Cecilia Hermansson
- 2020-2022 Magdalena Gerger
- 2020-2022 Salón Magnus
- 2021-2023 Stefan Bengtsson
- 2021-2023 Kristina Edstrom